# Blessing in Disguise (album Metal Church)
Blessing in Disguise – trzeci album studyjny amerykańskiego zespołu heavymetalowego Metal Church wydany 7 lutego 1989 roku przez Elektra Records.

## Lista utworów
1. „Fake Healer” (Vanderhoof / Wells) – 5:55
2. „Rest in Pieces (April 15, 1912)” (Vanderhoof / Wells) – 6:38
3. „Of Unsound Mind” (Marshall / Wells) – 4:44
4. „Anthem to the Estranged” (Vanderhoof / Wells) – 9:31
5. „Badlands” (Howe / Vanderhoof / Wells) – 7:21
6. „The Spell Can't Be Broken” (Marshall / Vanderhoof / Wells) – 6:46
7. „It's a Secret” (Wells) – 3:47
8. „Cannot Tell a Lie” (Marshall / Vanderhoof / Wells) – 4:17
9. „The Powers That Be” (Vanderhoof / Wells) – 5:22

## Twórcy
| Metal Church w składzie - Mike Howe – śpiew - John Marshall – gitara - Craig Wells – gitara - Duke Erickson – gitara basowa - Kirk Arrington – perkusja - Kurdt Vanderhoof – gitara (gościnnie) | Personel - Terry Date – produkcja, inżynieria dźwięku, miksowanie - Joe Alexander – miksowanie, inżynieria dźwięku - Brian Stover – inżynieria dźwięku (asystent) - Trish Finnegan – inżynieria dźwięku (asystent) - Howie Weinberg – mastering - Darryl Estrine – zdjęcia |